# Hoa Nam

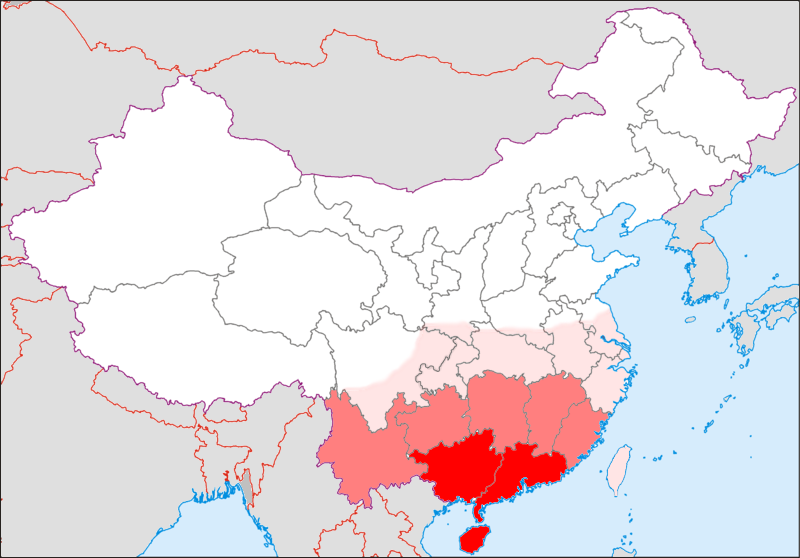
Đỏ đậm: Hai tỉnh Quảng Đông và Quảng Tây;
Đỏ tươi: Hoa Nam theo hành chính 1945-1949
Đỏ nhạt: Hoa Nam truyền thống

Hoa Nam là khu vực miền nam Trung Quốc. Theo cách gọi truyền thống trong lịch sử Trung Hoa thì vùng đất từ sông Hoài về phía Nam tới đảo  Hải Nam gọi là Hoa Nam. Phía bắc sông Hoài là Hoa Bắc.
Ngoài ra cũng có sách dùng sông Dương Tử là ranh giới giữa Hoa Bắc và Hoa Nam và coi vùng sông Hoài tức là vùng đất giữa sông Hoàng Hà và sông Dương Tử là Hoa Trung.
Vùng phía nam sông Trường Giang cũng được gọi là Giang Nam.